# 간주곡
간주곡(間奏曲, 이탈리아어: Intermezzo 인테르메초[*], 독일어: Zwischenakt 츠비셰낙트[*], 프랑스어: Entr’acte 앙트락트[*])은 오페라나 드라마의 막간음악으로 자주 쓰이는 악곡의 형식이다.
기능으로는 서곡이나 전주곡과 다르지 않은 것도 있지만, 극적인 오페라의 막간에 서정적인 음악으로 된 간주곡이 삽입되어, 듣는 사람의 기분전환을 목적으로 하는 경우도 있다. 비제의 <카르멘>이나 마스카니의 <카발레리아 루스티카나>의 간주곡은 가장 유명하며, 독립해서 연주되는 일도 있다.

## 같이 보기
- 디베르티멘토